# رودراکش (فیلم)
رودراکش (به هندی: Rakht) فیلمی محصول سال ۲۰۰۴ و به کارگردانی مانی شانکار است. در این فیلم بازیگرانی همچون سانجی دات، سونیل شتی، بیپاشا باسو، ایشا کوپیکار، کبیر بدی، نگارخان ایفای نقش کرده‌اند.